# Laxfoss (Grímsá)
Der Laxfoss ist einer der Wasserfällen der Grímsá im Westen von Island.
Die Grímsá ist einer der besten Lachsflüsse im Land und dieser Wasserfall hier einer der beliebtesten Angelplätze, daher auch der Name, das isländische Wort für Lachswasserfall. Noch weitere Wasserfälle in Island haben diesen Namen. Dicht bei dem Wasserfall steht das Enska húsíð (Englische Haus), eine Angelhütte, das in den 1970er Jahren errichtet wurde. Es ist über die Borgarfjarðarbraut  und den Hvítárvallavegur  zu erreichen.
Am Laxfoss fällt die Grímsá um 2 m. Die Tröllafossar liegen etwa 2 km flussaufwärts.